# 约根·安德森
约根·安德森（挪威語：Jørgen Andersen，1886年2月20日—1973年5月30日），挪威男子竞技体操运动员。他曾代表挪威获得1912年夏季奥运会体操比赛男子团体瑞典式铜牌和1920年男子团体自由式银牌。